# لورني كلارك
لورني كلارك هو قاضي كندي، ولد في 1 نوفمبر 1928 في Malagash ‏ في كندا، وتوفي في 21 مايو 2016 في هاليفاكس في كندا.